# Erythrophyllum
Erythrophyllum là một chi rêu trong họ Pottiaceae.